# هستيريا (أغنية)
«هستيريا» (بالإنجليزية: Hysteria)‏ هي أغنية حب لفرقة الهارد روك البريطانية ديف ليبارد، وهي الأغنية العاشرة من ألبومها لعام 1987 الذي يحمل نفس الاسم وتم إصدارها كالأغنية المنفردة الرابعة من ذلك الألبوم في نوفمبر 1987. في في إتش 1 ستوريتيلرز: ديف ليبارد، كشف المغني الرئيسي جو إليوت أن عنوان الأغنية كان فكرة عازف الطبول ريك ألين.
تبرز البالاد الشجية لحناً غيتارياً نظيفاً مشابه لذاك الموجود في «غودباي بلو سكاي» لبينك فلويد، إضافة لصوتيات متعددة المسارات بكثرة في كورسها. الطبيعة «الحادة» للمنتج مات لانج في طرق التسجيل متمثلة أيضاً في الكورس، حيث سُجلت نغمات الإيتار النظيفة نغمة واحدة كل مرة في مقابل طريقة مداعبة الأوتار التقليدية، منتجة «بناء» نغم بتسجيل النغمات التي تركبه كما يبني أحد ما جداراً برص القرميد فوق بعضه واحدة تلو الأخرى كما أكد ذلك مهندس التسجيل مايك شيبلي. أُديت نسخة صوتية من الأغنية من قِبل إليوت وعازف الإيتار فيل كولين على نسخة هستيريا من كلاسيك ألبومز لفي إتش 1.

## قائمة الأغاني

### 7": بلادجن ريفولا / ميركوري / 870 004-7 (الولايات المتحدة)
1. «هستيريا»
2. «رايد إنتو ذا سان»

## نسخ أخرى
- سجلت لافدراغ نسخة من «هستيريا»، إضافة لفيديو التسجيل، من أجل ألبوم الأغاني المقلدة من اختيار المعجبين من حملة آي أم لافدراغ.[2][3] الألبوم، الذي سُمي آي أم لافدراغ،[4] أُصدر في 28 يونيو 2011.[5]
- سجلت فرقة الميتالكور الإنجليزية أسكينغ أليكساندريا أغنية مقلدة من «هستيريا» لاسطوانتها المطولة أندر ذا إنفلونس: أ تريبيوت تو ذا ليجيندز أوف هارد روك.
- ديف ليبارد نفسها أعادت تسجيل الأغنية في 2012 (إلى جانب «روك أوف إيجز» و«بور سام شغر أون مي») وأصدرتها للتنزيل الرقمي في 19 مارس 2013

## اللوائح
| اللائحة (1987–90)         | أعلى مركز |
| ------------------------- | --------- |
| بيلبورد هوت 100 الأمريكية | 10        |